# Boeing X-45

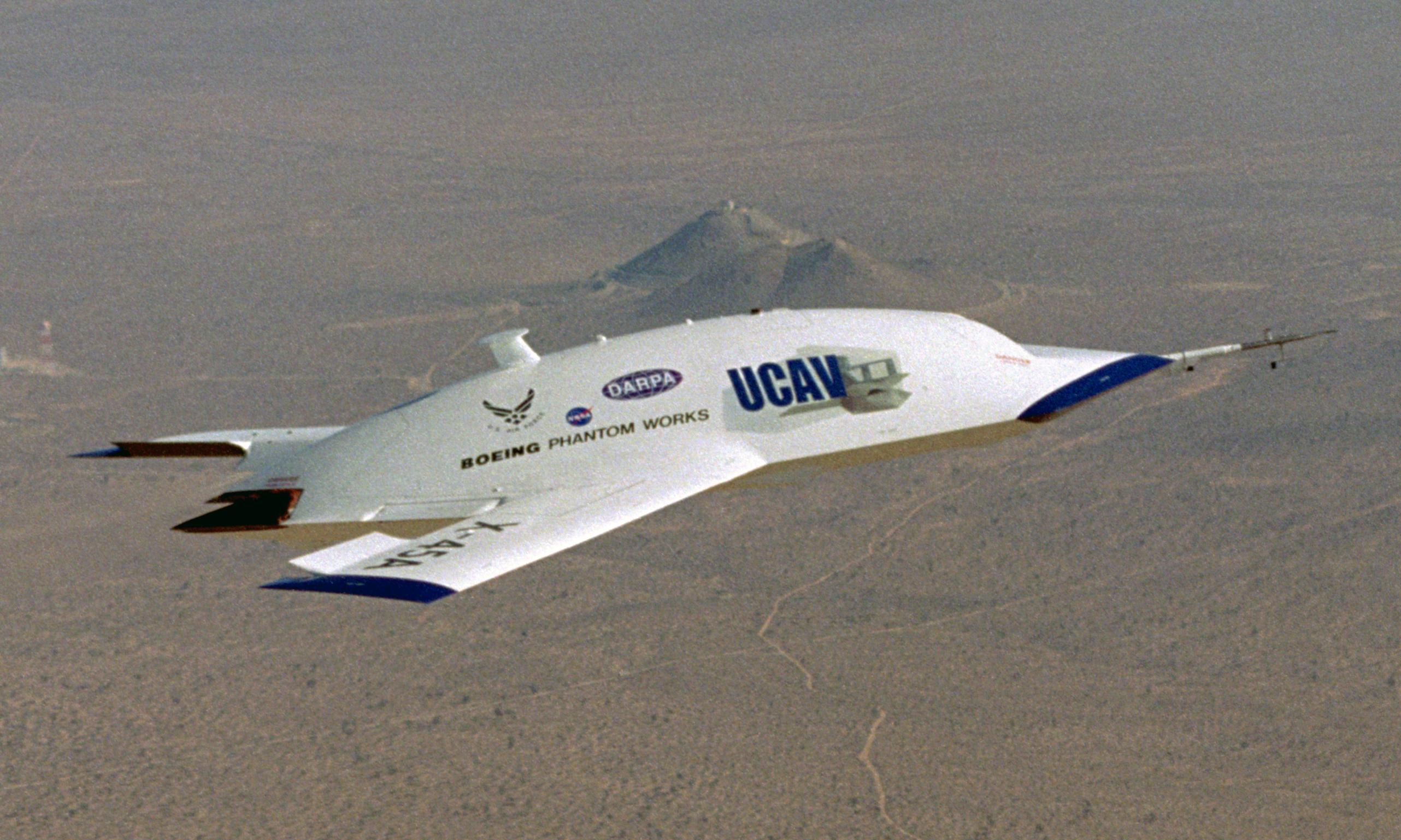
Boeing X-45 tijdens de vlucht

De Boeing X-45 is een onbemand gevechtsvliegtuig dat werd ontwikkeld door Boeings Phantom Works en gefabriceerd door Boeing Integrated Defense Systems.
Er zijn twee X-45's gebouwd. Het eerste vliegtuig (model X-45A) maakte zijn eerste vlucht op 22 mei 2002 en op 18 april 2004 bombardeerde het voor het eerst succesvol een gronddoel. Op 1 augustus 2004 vlogen voor het eerst twee X-45A's die tegelijkertijd door dezelfde persoon (op de grond) bestuurd werden. Na nog enkele tientallen testvluchten werden beide vliegtuigen in 2006 naar musea gebracht.
Hoewel er ook plannen waren voor een groter model (X-45B, X-45C) en een model speciaal voor de United States Navy (X-45N) werd het ontwikkelingsproces toch stopgezet. De US Navy besloot verder in zee te gaan met Northrop Grumman voor de ontwikkeling van de Northrop Grumman X-47.
X-1 · X-2 · X-3 · X-4 · X-5 · X-6 · X-7 · X-8 · X-9 · X-10 · X-11 · X-12 · X-13 · X-14 · X-15 · X-16 · X-17 · X-18 · X-19 · X-20 · X-21 · X-22 · X-23 · X-24 · X-25 · X-26 · X-27 · X-28 · X-29 · X-30 · X-31 · X-32 · X-33 · X-34 · X-35 · X-36 · X-37 · X-38 · X-39 · X-40 · X-41 · X-42 · X-43 · X-44 · X-45 · X-46 · X-47 · X-48 · X-49 · X-50 · X-51 · X-53 · X-57 ·  X-59